# Baumschliefer
Die Baumschliefer (Dendrohyrax), auch Waldschliefer genannt, sind eine Säugetiergattung der Schliefer, die vom westlichen und zentralen über das östliche bis zum südlichen Afrika vorkommt. Es handelt sich um kleine Tiere, die äußerlich einem Meerschweinchen ähneln. Sie sind generell dunkel gefärbt, markante Merkmale stellen der helle Rückenfleck, der eine Drüse umgibt, und die langen Tasthaare dar. Der Schwanz ist kurz und bleibt im Fell verborgen. Hände und Füße tragen hufartige Nägel mit Ausnahme einer Zehe, an der eine Kralle ausgebildet ist. Die Baumschliefer bewohnen verschiedene tropische Wälder im Tief- und Gebirgsland. Sie leben baumbewohnend und sind gute Kletterer, zum Schutz ziehen sie sich in Baumhöhlen zurück. Außerdem sind die Tiere nachtaktiv und einzelgängerisch, wobei auch kleinere Gruppenbildungen nicht ausgeschlossen werden. Bemerkenswert sind die nächtlichen Lautgebungen, die der sozialen Kommunikation dienen. Die Ernährung basiert auf weicher Pflanzenkost. Die Fortpflanzung ist zumeist ganzjährig, nach langer Tragzeit kommen eins bis zwei Jungtiere zur Welt. Die Gattung wurde im Jahr 1868 eingeführt und besteht heute aus vier Arten. Von diesen sind zwei in ihrem Bestand ungefährdet.

## Merkmale

### Habitus

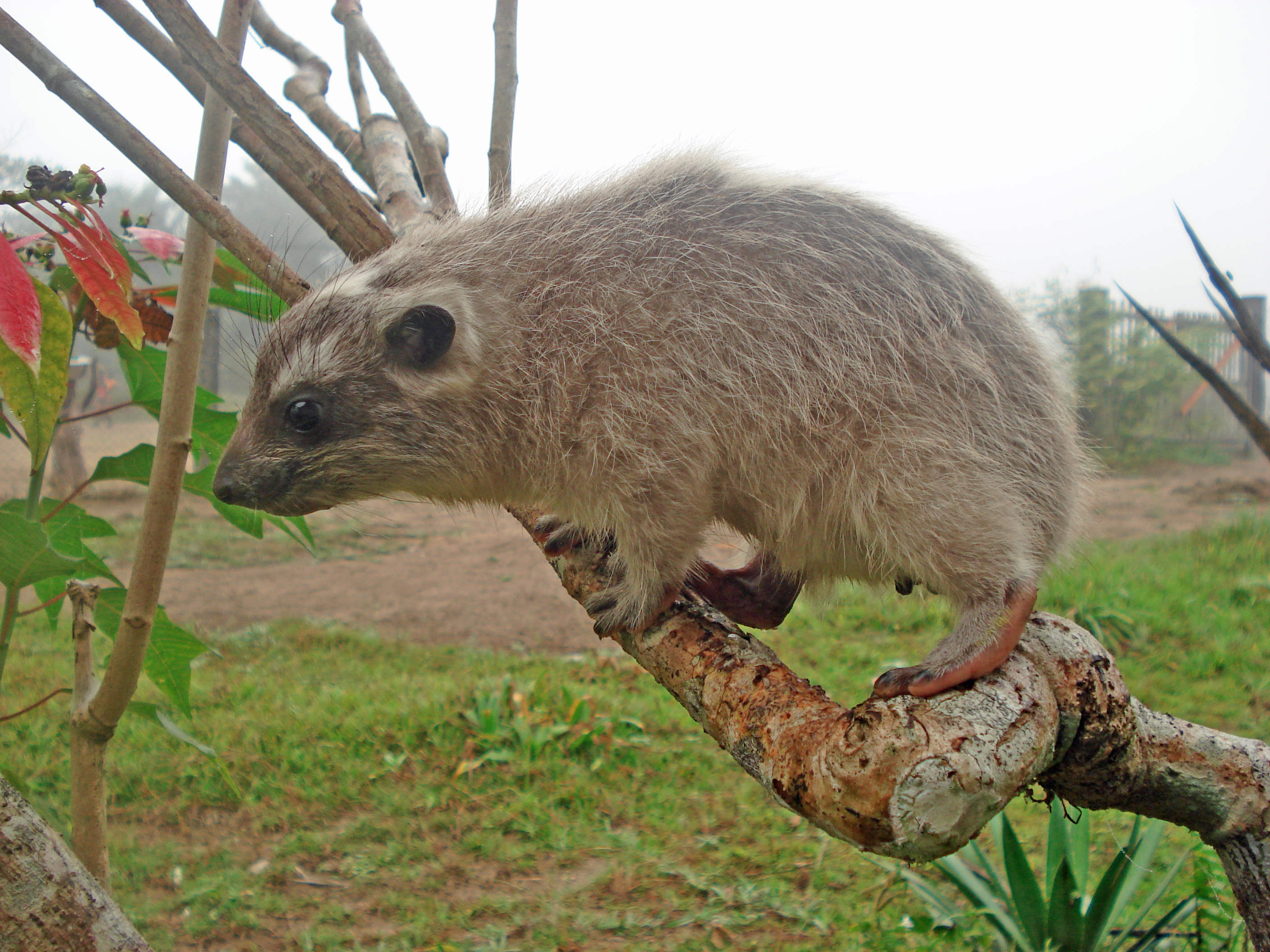
Regenwald-Baumschliefer (Dendrohyrax dorsalis)

Die Baumschliefer erreichen eine Kopf-Rumpf-Länge von 43 bis 59 cm und ein Gewicht von 1,2 bis 4,5 kg. Der Schwanz ist mit 1 bis 3 cm Länge nur ein kurzer Stummel und im Fell verborgen. Im Erscheinungsbild erinnern die Tiere an Meerschweinchen, sie sind aber durchschnittlich größer. Der Körper ist kompakt gebaut, die Gliedmaßen sind kräftig. Die Fellfarbe der Oberseite ist zumeist dunkel grau bis braun, es kommen aber auch hellere Varianten vor. Im Fell verstreut sind längere Tasthaare ausgebildet. Am hinteren Rücken markiert ein heller, häufig gelblicher bis cremefarbener oder weißer Fleck eine Drüse. Der Bauch erscheint hellbraun bis weißlich. Im Gesicht treten verschiedentlich hellere Zeichnungen auf, der Regenwald-Baumschliefer (Dendrohyrax dorsalis) zeigt am Kinn einen auffallenden hellen Fleck. Die Ohren haben bei allen Baumschliefern eine runde Form, im Gesicht sind lange Vibrissen ausgebildet. Beim Steppenwald- (Dendrohyrax arboreus) und beim Bergwald-Baumschliefer (Dendrohyrax avalidus) reicht das Fell bis an die Nase heran, beim Regenwald-Baumschliefer ist die Nase nackt. Die Hände besitzen vier, die Füße drei Strahlen. Sie enden in hufartigen Nägeln, der innere Zeh des Fußes ist aber typisch für Schliefer mit einer Kralle ausgestattet. Bei Weibchen tritt häufig nur ein Zitzenpaar in der Brustgegend auf, manchmal aber auch nur eins in der Leistengegend. Unter Umständen können auch zwei Zitzenpaare ausgebildet sein, die sich dann sowohl in der Brust, als auch in der Leistengegend oder nur in der Brustgegend befinden können. Der Penis der Männchen ist einfach gebaut, leicht gekrümmt und verjüngend zu Spitze hin, er hat einen abgeflachten Querschnitt. Der Abstand zum Anus beträgt 17 bis 25 mm, was nur einem Drittel des Wertes beim Buschschliefer (Heterohyrax) entspricht.

### Schädel- und Gebissmerkmale

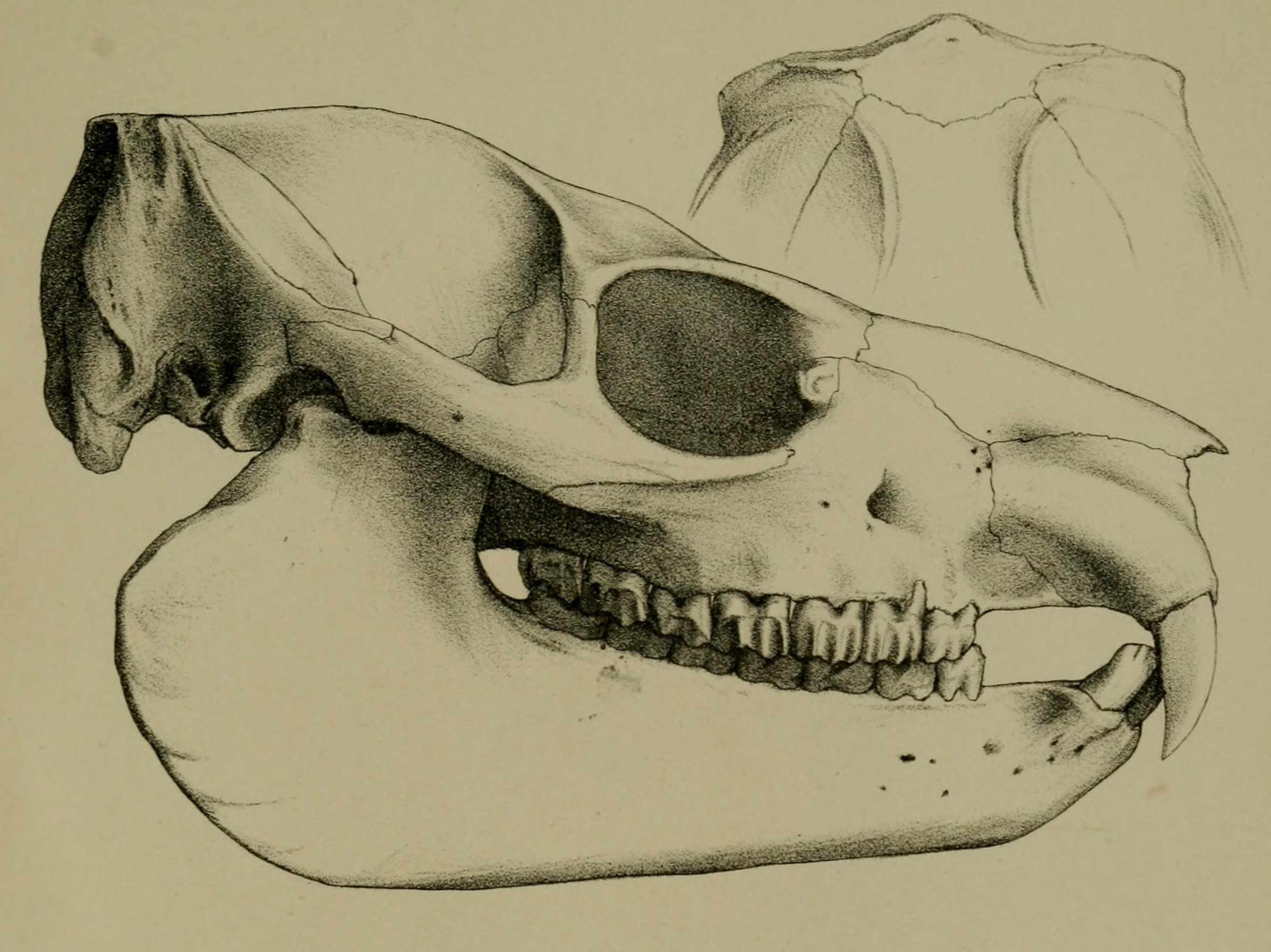
Schädel eines Regenwald-Baumschliefers

Die Schädellänge variiert von 78 bis 112 mm, die Schädelbreite von 31 bis 39 mm. Insgesamt zeichnet sich der Schädel durch einen großen und massiven Bau aus. Das Os interparietale (ein Schädelknochen zwischen dem Hinterhauptsbein und den Scheitelbeinen) verwächst in der Regel mit dem Scheitelbein, aber nicht in allen Fällen auch mit dem Hinterhauptsbein. Die Temporalleisten liegen weit auseinander. Der Postorbitalbogen ist weitgehend geschlossen, in einzelnen Fällen aber auch offen. Am Unterkiefer zeigt sich der horizontale Knochenkörper als niedrig, aber nicht so deutlich ausgeprägt wie beim Buschschliefer, die Unterseite der Symphyse ist häufig aufgeraut. Das Foramen mentale befindet sich unterhalb des ersten Prämolaren. Der aufsteigende Ast ist eher schmal. Der Kronenfortsatz übertrifft den Gelenkfortsatz deutlich an Höhe. Das Gebiss besteht aus 34 Zähnen und weist folgende Zahnformel auf: {\displaystyle {\frac {1.0.4.3}{2.0.4.3}}}. Typisch ist der eckzahnartige (caniniforme). obere Schneidezahn. Die unteren Schneidezähne sind breit und zeigen drei nebeneinanderliegende Spitzen, so dass eine Art Kamm entsteht (tricuspid oder trifid). Das Merkmal kommt sowohl bei Jung- als auch bei Alttieren vor. Zur hinteren Zahnreihe besteht ein Diastema, das oben 11 bis 21 mm lang wird. Der vordere untere Prämolar ist stets ausgebildet. Die obere Prämolarenreihe ist etwa gleich lang wie die Molarenreihe oder übertrifft sie geringfügig. Die gesamte Backenzahnreihe misst 30,1 bis 43,3 mm in der Länge, die Prämolaren nehmen davon 15,5 bis 22,5 mm ein. Die Zahnkronen der Backenzähne sind niedrig (brachyodont).

## Verbreitung

Verbreitungsgebiete der vier Arten der Baumschliefer

Die Baumschliefer sind im westlichen, zentralen, östlichen und südlichen Afrika verbreitet. Sie leben in tropischen Regenwäldern, in Bergwäldern, in Galeriewäldern, offenen Savannenwäldern und feuchten Savannen. Ihre Höhenverbreitung reicht vom Meeresspiegelniveau bis in Hochgebirgslagen um 4500 m. In extrem hohen Regionen kommen sie auch in felsigen Landschaften vor. Die bewohnten Habitate sollten zumeist ungestört sein. Da die Tiere aufgrund ihrer versteckten Lebensweise nur selten gesichtet werden, liegen zu den einzelnen Populationsgrößen nur wenige Informationen vor. In einigen Gebieten wie an den Hängen der Virunga-Vulkane und am Kilimandscharo können sie aber durchaus in höheren Bestandsdichten von teilweise mehr als 20 Individuen je Hektar auftreten.

## Lebensweise

### Territorialverhalten
In der Lebensweise weichen die Baumschliefer sehr stark vom Klipp- (Procavia) und vom Buschschliefer (Heterohyrax) ab. Sie sind meist nachtaktiv und verbringen den größten Teil ihres Lebens im Geäst der Bäume. Sie haben einen festen Griff und können trotz fehlender Krallen gut klettern. Dadurch vermögen sie auch am Stamm zu wenden und mit dem Kopf voran abwärts zu steigen. Die Tiere verlassen nur selten die Bäume, in der Regel um am Boden zu defäzieren, wofür sie spezielle Latrinen verwenden. In den Bäumen ziehen sich die Baumschliefer zum Schutz in Baumhöhlen zurück. Teilweise ist lokal die Größe einer Population abhängig von der Anzahl der Unterschlupfmöglichkeiten. Die nachtaktive und versteckte Lebensweise führt dazu, dass Baumschliefer nur selten gesichtet werden.
Während andere Schliefer in Kolonien leben und sehr gesellig sind, wird angenommen, dass Baumschliefer vorwiegend als Einzelgänger auftreten; gelegentlich trifft man aber auch Zweier- oder Dreiergruppen an. Hierbei handelt es sich zumeist um Mutter- mit Jungtieren. Jedes ausgewachsene Individuum bewegt sich innerhalb eines Territoriums. Diese sind klein und überlappen sich zwischen denen der beiden Geschlechter. Männliche Tiere verteidigen ihre Reviere. Ein Reiben der Drüse des Rückens an verschiedenen Objekten dient möglicherweise der Markierung der Grenzen. Als Zeichen der individuellen Erregung etwa bei Aggression richten sich die Haare des hellen Rückenflecks auf. Die Kralle des Hinterfußes wird als Putzkralle bei der Körperpflege eingesetzt.
Charakteristisch sind die nächtlichen Rufe der Baumschliefer, die aus einer Serie von Krächz-, Hup- und Hacklauten bestehen und zwischen den einzelnen Arten, aber auch innerhalb der Arten deutlich variieren können. Sie stellen ein wichtiges Element der sozialen Kommunikation dar. Nach Beobachtungen in den Taita-Bergen ertönen die Rufe sowohl am frühen Abend zwischen 19.00 und 20.00 Uhr als auch spät nachts zwischen 04.00 und 05.00 Uhr, sie geben so eine bimodale Aktivität der Tiere an. Gegenrufe können aber die ganze Nacht über wahrgenommen werden. Anhand von Ruf-Gegenruf-Interaktionen ist nicht ausgeschlossen, dass Baumschliefer auch kleinere soziale Verbände formen. Die Rufe sind individuell verschieden und die einzelnen Tiere erkennen sich anhand dieser. In der Regel antworten sie nur jenen bekannter Individuen, während Rufe fremder Exemplare dagegen zumeist ignoriert werden. Rund 75 % aller Rufe stellen Gegenrufe zwischen zwei bis sechs benachbarten Tieren dar. Dadurch können innerhalb einer Nacht in einer Gruppe von Baumschliefern zwischen 700 und 2000 Rufe ausgetauscht werden. Die stärkste Rufaktivität ist in der Trockenzeit zu verzeichnen. Ein Höhepunkt wird hierbei im Mai erreicht, was möglicherweise die hauptsächliche Fortpflanzungsphase anzeigt. Es sind aber auch weitere Variationen in der Ruf- und Singaktivität der Baumschliefer zu verzeichnen. So gehen die Rufe bei Vollmond stark zurück, was eventuell mit einer verstärkten Aktivität von Beutegreifern zusammenhängt. Ebenso ist lauter Regen ein stark einwirkender Faktor. Andere nächtliche Geräusche wie jene verursacht durch Heuschrecken oder Primaten haben hingegen keinen Einfluss auf die Rufe der Baumschliefer. Im Fall der Heuschrecken nutzen diese Frequenzbereiche von 5 bis 12 kHz und nehmen nach 03.00 Uhr ab. Die Baumschliefer nutzen zwar einen Bereich von 0,5 bis 20 kHz, die größte Häufung findet sich aber zwischen 1 und 4,5 kHz. Dadurch grenzen sich beide Gruppen sowohl zeitlich als auch akustisch deutlich ab. Ähnlich verhält es sich mit den Primaten, deren aktivste Rufphasen mit der Regenzeit einhergehen.

### Ernährung
Die Baumschliefer ernähren sich von weicher Pflanzenkost (browsing). Die Hauptnahrung besteht aus Blättern, Früchten, Knospen und Zweigen. Überwiegend suchen die Tiere ihre Nahrung in den Bäumen, gelegentlich steigen sie aber auch auf den Boden herab und fressen Kräuter.

### Fortpflanzung
Die Fortpflanzung wurde bisher kaum untersucht. Möglicherweise erfolgt sie ganzjährig, eventuell ist sie aber beim Bergwald-Baumschliefer auch jahreszeitlich gebunden. Die Dauer der Trächtigkeit variiert zwischen sieben und acht Monaten und ist somit ausgesprochen lang für kleine Tiere. Pro Wurf werden ein bis zwei Jungtiere geboren. Neugeborene sind bereits weit entwickelt und vollständig mit Fell bedeckt. Nach spätestens 200 Tagen haben die Jungen die Größe erwachsener Exemplare erreicht, die sexuelle Reife tritt nach zweieinhalb Jahren ein. Dadurch dauert die Individualentwicklung relativ lang. Das älteste Exemplar in menschlicher Obhut lebte etwa 14 Jahre.

## Systematik

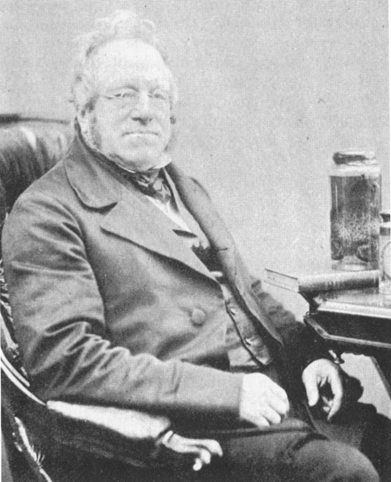
John Edward Gray (1800–1875)

Die Baumschliefer sind eine Gattung aus der Familie der Schliefer (Procaviidae) mit insgesamt vier Arten. Die Familie wird zu der im Deutschen gleichnamigen Ordnung der Schliefer (Hyracoidea) gezählt. Die Ordnung besteht heute aus drei Gattungen, vor allem im Paläogen und im frühen Neogen stellte sie aber eine sehr formen- und variantenreiche Gruppe dar. Sie bestand damals aus sowohl kleinen als auch riesigen Vertretern, die zahlreiche unterschiedliche ökologischen Anpassungen zeigten. Ihre Verbreitung reichte über weite Teile Eurasiens und Afrikas. Die heutigen Schliefer beschränken sich auf meerschweinchenartige Formen, die mit einer Ausnahme nur auf dem afrikanischen Kontinent vorkommen. Unter den heutigen Schliefern repräsentieren die Baumschliefer die artenreichste Gruppe. Im Gegensatz zu ihren Verwandten leben sie in Bäumen und sind einzelgängerisch sowie nachtaktiv.
Die folgenden vier Arten werden hierher gerechnet:
- Steppenwald-Baumschliefer (Dendrohyrax arboreus (A. Smith, 1827)), Ost- und Südafrika
- Regenwald-Baumschliefer (Dendrohyrax dorsalis (Fraser, 1855)), West- und Zentralafrika
- Benin-Baumschliefer (Dendrohyrax interfluvialis Oates, Woodman, Gaubert, Sargis, Wiafe, Lecompte, Dowsett-Lemaire, Dowsett, Bi, Ikemeh, Djagoun, Tomsett & Bearder, 2021), Westafrika
- Bergwald-Baumschliefer (Dendrohyrax validus True, 1890), Ostafrika

Fossil ist noch eine weitere Art belegt:
- Dendrohyrax samueli Pickford, 2005

Teilweise wurde der Bergwald-Baumschliefer nicht als valide Art anerkannt, sondern stattdessen als synonym zum Steppenwald-Baumschliefer angesehen, Zahlreiche Systematiken sowohl in der Vergangenheit als auch heute führen ihn aber als eigenständig. Die ursprünglich drei Arten der Baumschliefer lassen sich sowohl anhand äußerer Merkmale und zusätzlich anhand ihrer Rufe unterscheiden. Die Rufe der Tiere einer Population in Benin und dem westlichen Nigeria wurden bereits Mitte der 2010er Jahre als deutlich von denen des dort verbreiteten Regenwald-Baumschliefers abweichend erkannt, zudem konnten bedeutende Unterschiede in der Schädelanatomie festgestellt werden. Weitere Untersuchungen führten im Jahr 2021 zur Aufstellung der Art des Benin-Baumschliefers. Eine wahrscheinlich eigene Artstellung wird auch für die Tiere aus den Taita-Bergen in Ostafrika angenommen, deren Rufe wiederum von denen des Bergwald-Baumschliefers abweichen.
Die Gattung Dendrohyrax wurde im Jahr 1868 von John Edward Gray wissenschaftlich eingeführt. Gray definierte sie über den länger gezogenen und eher abgeflachten Schädel sowie über die verlängerte Schnauze, auch vermerkte er Unterschiede im Zahnbau zu Procavia. Er verwies sowohl den Regenwald-Bergschliefer als auch den Steppenwald-Baumschliefer in die Gattung, stellte ihr aber teilweise auch den Buschschliefer (Heterohyrax) bei und kreierte somit Heterohyrax als Untergattung von Dendrohyrax. Im Jahr 1900 bestimmte dann William Lutley Sclater den Steppenwald-Baumschliefer als Typusart. Einige Wissenschaftler sahen den Buschschliefer auch in modernerer Zeit als Untergattung der Baumschliefer an und verwiesen dabei auf die niederkronige hintere Bezahnung. Neben anatomischen Merkmalsunterschieden bestehen jedoch Abweichungen in der Cytogenetik. Wie beim Buschschliefer lautet die Chromosomennummer 2n=54, der Satz besteht aber aus 15 acrozentrischen, 5 subtelozentrischen, 5 submetazentrischen und 1 metazentrischen Autosomenpaar. Das X-Chromosom ist das größte submetazentrische Chromosom mit 5 % des weiblichen Genoms, das Y-Chromosom zeigt sich intermediär in der Größe und enthält rund 2 % des Genoms.

## Stammesgeschichte
Schliefer aus der Familie der Procaviidae lassen sich erstmals im Oberen Miozän nachweisen. Vertreter der Baumschliefer sind eher selten belegt. Mehrere Unterkieferfragmente, einige isolierte Zähne und verschiedene Reste des Körperskeletts stammen aus Lemudong’o im südwestlichen Kenia. Die Funde datieren in das ausgehende Obere Miozän vor rund 6 Millionen Jahren. Sie stimmen weitgehend mit den Baumschliefern überein, was sich unter anderem aus der Zahnmorphologie und der Gestaltung des Unterkiefers ergibt, ihr fragmentierter Zustand erlaubt aber keine genauere Bestimmung. Etwa gleich alt ist der vordere Teil eines Schädels mit einem Großteil der Backenzähne aus der Lukeino-Formation im westlichen Kenia. Er wird der Art Dendrohyrax samueli zugewiesen. Der Nachweis von Baumschliefern an beiden Fundstellen gibt an, dass die Landschaften zu jener Zeit dicht bewaldet waren.

## Bedrohung und Schutz
Wegen der verborgenen Lebensweise ist über genaue Populationszahlen nichts bekannt. Es ist allerdings davon auszugehen, dass die fortschreitende Zerstörung der Regenwälder und die damit verbundene Fragmentierung geeigneter Lebensräume auch die Baumschliefer bedroht. Die Tiere werden außerdem in Teilen ihres Verbreitungsgebietes zu Nahrungszwecken oder für die Fellnutzung gejagt. Die IUCN listet den Regenwald- und den Steppenwald-Baumschliefer als nicht gefährdet, den Bergwald-Baumschliefer hingegen als potentiell bedroht. Die drei Arten sind in Schutzgebieten präsent.